# 나인뮤지스A
나인뮤지스A(9MUSES A)는 스타제국 소속의 대한민국 음악 그룹 나인뮤지스의 4인조 유닛 그룹이다. 나인뮤지스A는 나인뮤지스와 어뮤즈(AMUSE)의 합성어를 의미한다. 나인뮤지스A는 멤버 박경리, 표혜미, 조가빈, 금조로 구성되었다. 2016년 8월 4일 데뷔 싱글 《MUSES DIARY》를 발매하였다.

## 활동

### 2016: MUSES DIARY

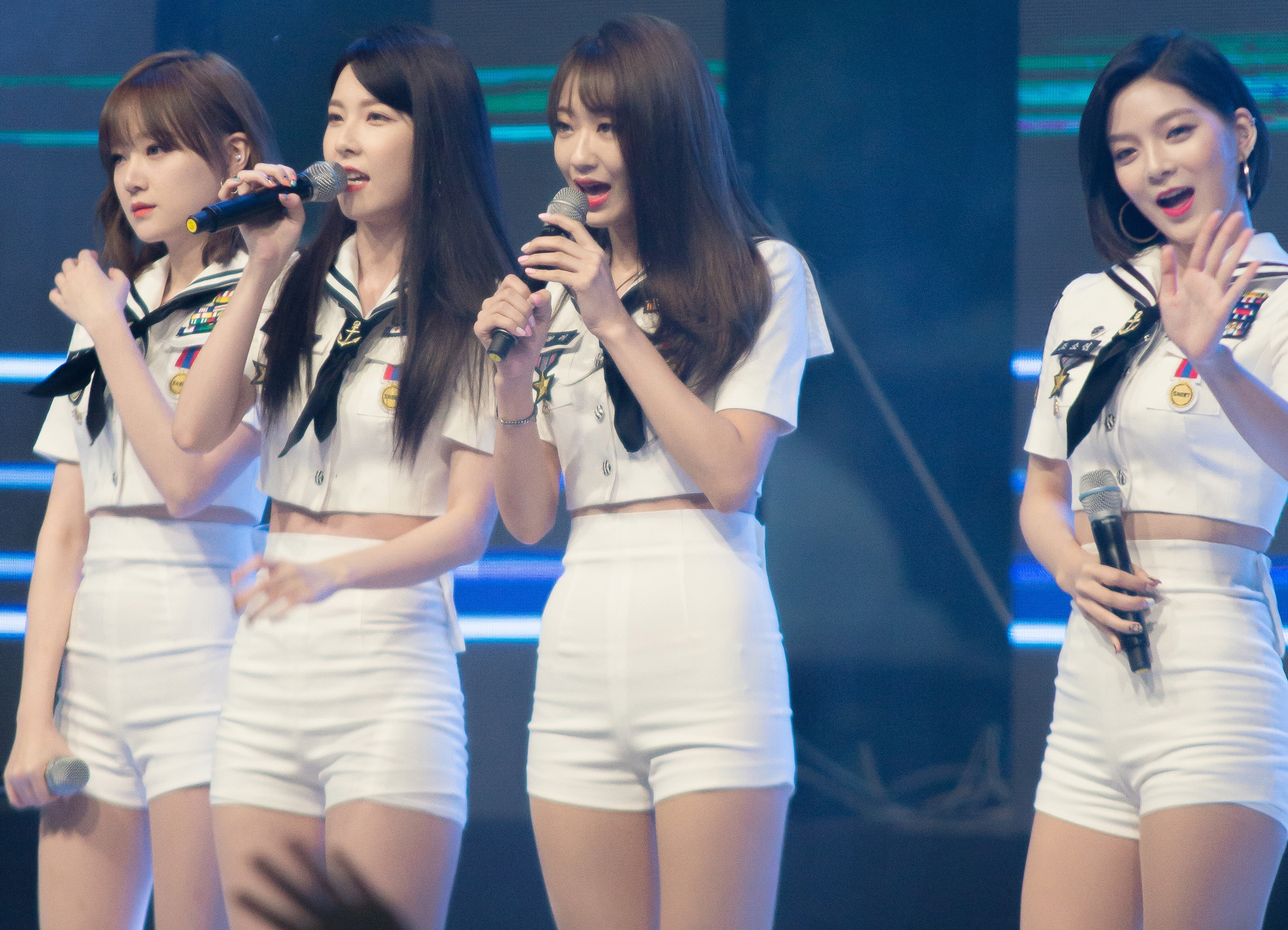
2016년 순천향대학교에서 나인뮤지스A

2016년 7월 소속사 스타제국은 나인뮤지스가 유닛 그룹으로 8월 중 컴백할 것을 밝혔다. 7월 21일 나인뮤지스는 공식 유튜브 채널을 통해서 유닛 그룹의 컴백 트레일러를 기습적으로 공개하였다. 또한 영상을 통해 나인뮤지스의 유닛 그룹명인 나인뮤지스A를 공개하였다. 다음 날 7월 22일 나인뮤지스는 공식 SNS 채널을 통해 나인뮤지스A의 티저 이미지와 정보를 공개하였다. 나인뮤지스A의 멤버는 경리, 혜미, 소진, 금조로 구성되어있으며, 그룹명은 'Nine Muses Amuse'에서 유래하였다고 밝혔다. 7월 26일 나인뮤지스A는 데뷔 싱글 《MUSES DIARY》의 트랙리스트를 공개하였다. 7월 27일 나인뮤지스A는 타이틀곡 〈입술에 입술 (Lip 2 Lip)〉의 그룹 티저 이미지를 공개하였으며, 네이버 V앱을 통해 나인뮤지스A로서 첫 V라이브를 진행하였다. 6월 28일 멤버 소진과 금조의 개인 및 유닛 티저 이미지와 포지션을 공개하였으며, 6월 29일 멤버 경리, 혜미의 티저 이미지 및 포지션도 공개되었다. 8월 2일 나인뮤지스A는 공식 유튜브 채널을 통해 데뷔 타이틀곡 〈입술에 입술 (Lip 2 Lip)〉의 뮤직비디어 티저 영상을 공개하였다. 8월 3일 나인뮤지스A는 뮤직비디오 촬영 현장 비하인드컷을 공개하였다. 8월 4일 나인뮤지스A는 낮 12시 데뷔 싱글 공개에 앞서, 네이버 V앱을 통해 데뷔 싱글 타이틀곡 〈입술에 입술 (Lip 2 Lip)〉의 뮤직비디오를 자정 12시에 선공개하였다. 같은 날 나인뮤지스A는 서울특별시 도봉구 플랫폼창동61에서 데뷔 싱글 발매 기념 쇼케이스를 진행하였다. 나인뮤지스는 유닛 그룹 나인뮤지스A 활동을 통해 데뷔 후 처음으로 음반 판매량 만 장 이상을 기록했으며, 이로 인해 가온 앨범 차트의 4위를 기록하였다. 하지만 나인뮤지스가 2019년 2월 24일 팬미팅 끝으로 해체되면서 나인뮤지스a도 같이 해체한다.

## 이전 구성원
| 이름   | 소개 |
| ------ | --- |
| 표혜미 | - 본명 : 표혜미 (表慧美) - 생년월일 : 1991년 4월 3일 (30세) - 출생지 : 대한민국 광주광역시 서구 - 학력 : 한양여자대학교 실용음악과 - 포지션 : 리더 - 활동기간 : 2016년 8월 4일 ~ 2019년 2월 24일          |
| 박경리 | - 본명 : 박경리 (朴倞利) - 생년월일 : 1990년 7월 5일(34세) - 출생지 : 대한민국 부산광역시 - 학력 : 대명여자고등학교 (졸업) - 포지션 : 센터 - 활동기간 : 2016년 8월 4일 ~ 2019년 2월 24일                  |
| 조가빈 | - 본명 : 조소진 (趙笑珍) - 생년월일 : 1991년 10월 11일(33세) - 출생지 : 대한민국 경상남도 마산시 - 학력 : 정읍여자고등학교 (졸업) - 포지션 : 메인래퍼 - 활동기간 : 2016년 8월 4일 ~ 2019년 2월 24일       |
| 금조   | - 본명 : 이금조 (李金祚) - 생년월일 : 1992년 12월 17일(32세) - 출생지 : 대한민국 대구광역시 - 학력 : 계명대학교 뮤직프로덕션과 보컬전공 - 포지션 : 메인보컬 - 활동기간 : 2016년 8월 4일 ~ 2019년 2월 24일 |

## 음반 목록

### 싱글
| 제목            | 정보                                                                                      | 가온 앨범 차트 | 가온 앨범 차트 | 가온 앨범 차트 | 판매량         |
| 제목            | 정보                                                                                      | 주간           | 월간           | 연간           | 판매량         |
| --------------- | ----------------------------------------------------------------------------------------- | -------------- | -------------- | -------------- | -------------- |
| 《MUSES DIARY》 | - 발매일: 2016년 8월 4일 - 발매사: KT 뮤직 - 기획사: 스타제국 - 포맷: CD, 디지털 다운로드 | 4              | 16             | -              | - KOR: 10,504+ |

### 노래
| 연도 | 제목                      | 가온 디지털 차트 | 가온 디지털 차트 | 가온 디지털 차트 | 다운로드       | 음반            |
| 연도 | 제목                      | 주간             | 월간             | 연간             | 다운로드       | 음반            |
| ---- | ------------------------- | ---------------- | ---------------- | ---------------- | -------------- | --------------- |
| 2016 | "입술에 입술 (Lip 2 Lip)" | 48               | 79               | -                | - KOR: 89,181+ | 《MUSES DIARY》 |

### 뮤직비디오
- 2016: 〈입술에 입술 (Lip 2 Lip)〉